# Blysulfat
Blysulfat (PbSO4) är ett salt som bland annat bildas på elektroderna i bly-syra batterier när batteriet urladdas. I naturen förekommer det i form av mineralet anglesit.
Blysulfat är endast obetydligt lösligt i vatten. Om en vattenlösning med blynitrat (Pb[NO3]2) blandas med svavelsyra (H2SO4) bildas blysulfat och salpetersyra i följande reaktion:
{\displaystyle {\rm {Pb(NO_{3})_{2}(aq)+H_{2}SO_{4}(aq)\rightarrow PbSO_{4}(s)+2\ HNO_{3}(aq)}}}

## Användning
Blysulfat har bland annat använts som vitt färgpigment, C.I. Pigment White 2 (77633). Blyinnehållet gör det giftigt, även om det är mindre lösligt än blyvitt (PW1). Motsvarande pigment direkt från mineralet anglesit har beteckningen PW3 (77630).